# Piranshahr e Sardasht (circoscrizione elettorale)
La Circoscrizione di Piranshahr e Sardasht è un collegio elettorale iraniano istituito per l'elezione dell'Assemblea consultiva islamica. 

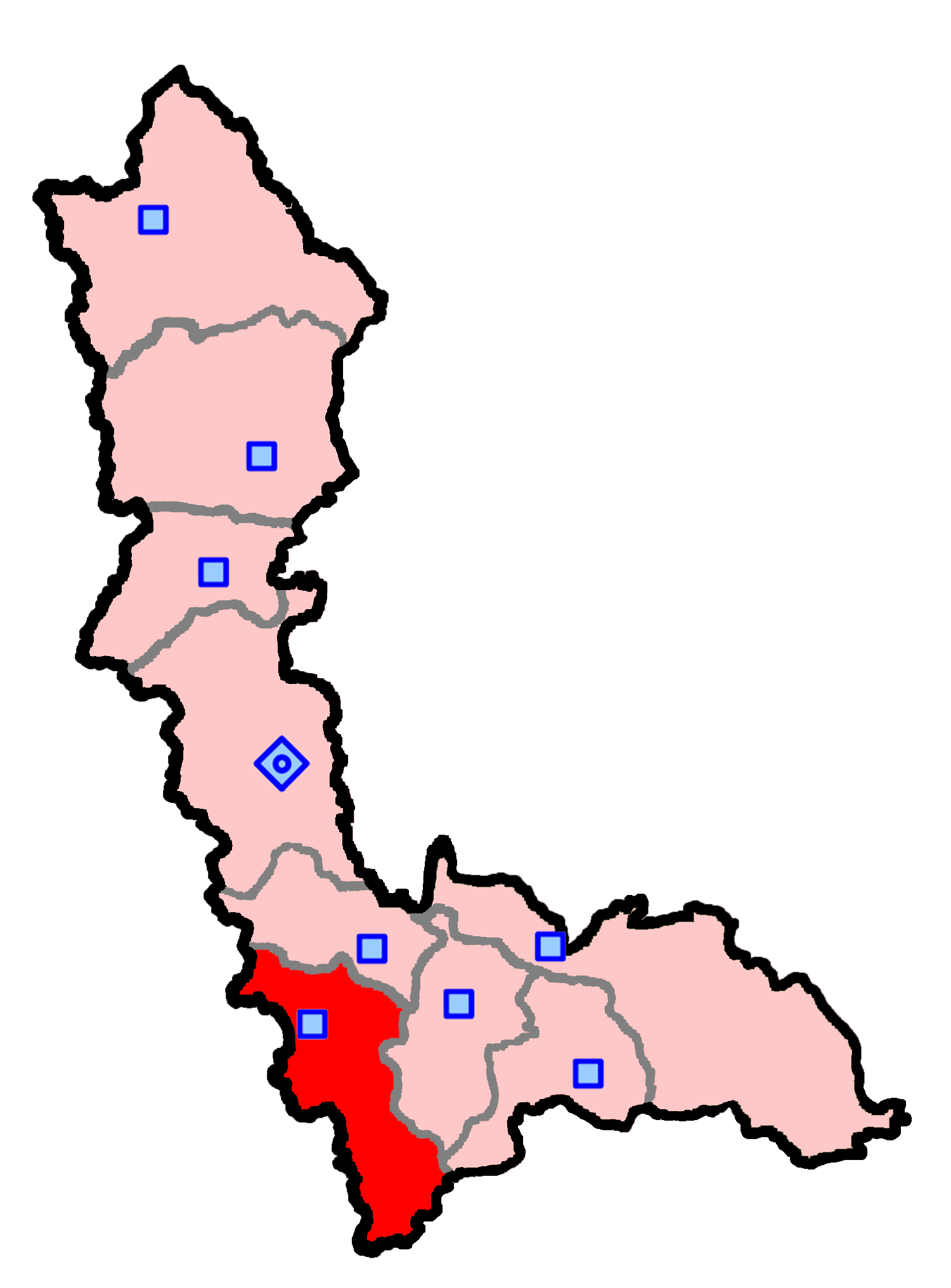
La circoscrizione di Piranshahr e Sardasht, all'interno dell'Azerbaigian Occidentale

## Elezioni
Alle Elezioni parlamentari in Iran del 2016 viene eletto con 27,760 voti l'indipendente Rasoul Khezri.